# Londonova disperziona sila
Londonove disperzione sile (LDF, disperzione sile, Londonove sile, trenutne dipolom indukovane dipolne sile, van der Vaalsove sile) su tip sila koje deluju između atoma i molekula. One su deo van der Valsovih sila. LDF su imenovane po nemačko-američkom fizičaru Fricu Londonu.
Londonova disperziona sila je slaba međumolekulska sila, koja proističe iz kvantno indukovane trenutne polarizacije multipola u molekulima. One stoga mogu da deluju između molekula bez permanentnih multiponih momenata.
Londonove sile ispoljavaju nepolarni molekuli kao posledicu korelisanog kretanja elektrona u interagujućim molekulima. Pošto elektroni u susednim molekulima "beže" usled međusobnog odbijanja, elektronska gustina u molekulu postaje raspodeljena u blizini drugog molekula. Ovo se često opisuje kao formiranje trenutnih dipola koji privlače jedan drugog. Londonove sile su prisutne između svih hemijskih grupa, i obično predstavljaju glavni deo totalne interakcione sile u kondenzovanoj materiji, made su obično slabije od jonskih veza i Vodoničnih veza.
Ona je jedina privlačna intermolekulska sila između neutralnih atoma (npr., plemeniti gas). Bez Londonovih sila ne bi bilo sile privlačenja između atoma plemenitog gasa, te oni ne bi mogli da postoje u tečnoj formi.
Londonove sile postaju jače sa povećanjem veličine atoma ili molekula. To je posledica povećane polarizabilnosti molekula sa većim, disperznijim elektronskim oblacima. Taj trend se može ilustrovati na halogenima (od najmanjeg do najvećeg: ). Fluor i hlor su gasovi na sobnoj temperaturi, brom je tečnost, a jod je čvrst. Londonove sile takođe postaju jače sa povećanjem površinskog kontakta. Što je površina veća, to su bliže interakcije između različitih molekula.